# Kanton Saint-Malo-de-la-Lande
Saint-Malo-de-la-Lande is een voormalig kanton van het Franse departement Manche. Het kanton maakt edeel uit van het arrondissement Coutances.

## Geschiedenis
Het kanton werd op 22 maart 2015 opgeheven. De gemeenten Agon-Coutainville, Blainville-sur-Mer, Boisroger, Gouville-sur-Mer, Montsurvent en Saint-Malo-de-la-Lande werden opgenomen in het op die dag gevormde kanton Agon-Coutainville en Ancteville, Brainville, Gratot, Heugueville-sur-Sienne, Servigny, Tourville-sur-Sienne en La Vendelée werden opgenomen in het kanton Coutances.

## Gemeenten
Het kanton Saint-Malo-de-la-Lande omvatte de volgende gemeenten:
- Agon-Coutainville
- Ancteville
- Blainville-sur-Mer
- Boisroger
- Brainville
- Gouville-sur-Mer
- Gratot
- Heugueville-sur-Sienne
- Montsurvent
- Saint-Malo-de-la-Lande (hoofdplaats)
- Servigny
- Tourville-sur-Sienne
- La Vendelée